# Erwin Jordan
Erwin „Pico“ Jordan (* 2. April 1953 in Bosserode, Hessen) ist ein deutscher Politiker (Bündnis 90/Die Grünen). Von 1998 bis 2001 war er Staatssekretär im Bundesgesundheitsministerium, von 1990 bis 1994 Abgeordneter im Niedersächsischen Landtag. Von 2002 bis 2018 war er Sozialdezernent (Regionsrat) der Region Hannover.

## Lebensweg
Jordan absolvierte sein Abitur in Rotenburg an der Fulda und war danach bei verschiedenen Verlagen tätig. Von 1981 bis 1987 war er bei der Stadt Hannover als Fraktionsreferent angestellt. Er war zwischenzeitlich Mitglied im Vorstand der Niedersächsischen Lottostiftung und Geschäftsführer einer Firma in Hannover.

## Politik
Im Jahr 1980 gehörte Jordan zu den Mitbegründern der Grün-Alternativen Bürgerliste (GABL), zwei Jahre später trat er den Grünen bei. Parteiintern hat er den Rufnamen „Pico“. Er war von November 1986 bis zum Mai 1990 Ratsherr der Stadt Hannover und zog anschließend in den Landtag von Niedersachsen in dessen zwölfter Legislaturperiode ein. Diesem gehörte er vom 21. Juni 1990 bis zum 20. Juni 1994 an. Während dieser Zeit war er die letzten zwei Jahre Stellvertretender Vorsitzender der Landtagsfraktion der Grünen. Vom 25. Oktober 1991 bis zu seinem Ausscheiden aus dem Parlament war er Vizepräsident des Landtages. Unter Gesundheitsministerin Fischer war er Staatssekretär im Bundesgesundheitsministerium. Als Sozialdezernent der Region Hannover mahnte er im Rahmen der Flüchtlingskrise in Deutschland ab 2015 zu einer realistischen Einschätzung wegen der begrenzten Aufnahmekapazitäten.